# Linda Mottram
Linda Mottram (Wimbledon, 17 maggio 1957) è un'ex tennista britannica.

## Carriera
In carriera ha raggiunto una finale nel singolare all'ASB Classic nel 1975. Nei tornei del Grande Slam ha ottenuto il suo miglior risultato a Wimbledon raggiungendo i quarti di finale di doppio nel 1978, in coppia con la connazionale Glynis Coles.

## Statistiche

### Singolare

#### Finali perse (1)
| Numero | Anno            | Torneo                | Superficie | Avversaria in finale | Punteggio |
| 1.     | 12 gennaio 1975 | ASB Classic, Auckland |            | Evonne Goolagong     | 2-6, 5-7  |